# Waterschap van S.F. Steenhuisen
Het Waterschap van S.F. Steenhuisen is een voormalig waterschap in de provincie Groningen.
Van het waterschap is niet meer bekend dan dat het in de Beschrijving van molenpolders wordt genoemd en dat het ten westen van de Leuringhpolder lag. Waterstaatkundig gezien ligt het gebied sinds 1995 binnen dat van het waterschap Noorderzijlvest.